# Pseudocuma chevreuxi
Pseudocuma chevreuxi is een zeekomma uit de familie Pseudocumatidae. De wetenschappelijke naam van de soort is voor het eerst geldig gepubliceerd in 1928 door Fage.